# Racilius
Racilius is een geslacht van kreeftachtigen uit de klasse van de Malacostraca (hogere kreeftachtigen).

## Soort
- Racilius compressus Paul'son, 1875